# What’s Twice?
What’s Twice? ist ein Mini-Album der südkoreanischen Girlgroup Twice.

## Hintergrund
Anfang Februar 2017 wurden die offizielle japanische Website und das japanische Instagram-Konto der Gruppe eröffnet. Wenig später wurde bekannt gegeben, dass Twice am 26. Juni 2017 offiziell in Japan debütieren würden. Um für das kommende Debüt zu werben, wurde, neben einer großen Anzeigenkampagne in U-Bahn-Stationen und Einkaufszentren, am 24. Februar die EP What’s Twice? in Japan veröffentlicht. What’s Twice? enthält die Singles der Alben The Story Begins, Page Two und Twicecoaster: Lane 1 sowie das Lied Touchdown, das ebenfalls auf Page Two zu finden ist.

## Titelliste
| Nr.          | Titel        | Text                           | Musik                                                    | Länge |
| ------------ | ------------ | ------------------------------ | -------------------------------------------------------- | ----- |
| 1.           | Like Ooh-Ahh | Black Eyed Pilseung, Sam Lewis | Black Eyed Pilseung, Sam Lewis                           | 3:35  |
| 2.           | Cheer up     | Sam Lewis                      | Black Eyed Pilseung                                      | 3:28  |
| 3.           | Touchdown    | Mafly                          | Krissie Karlsson, Karl Karlsson, Nicki Karlsson, EJ Show | 3:22  |
| 4.           | TT           | Sam Lewis                      | Black Eyed Pilseung                                      | 3:34  |
| Gesamtlänge: | Gesamtlänge: | Gesamtlänge:                   | Gesamtlänge:                                             | 13:57 |